# Caisse d'Epargne/2009
Deze pagina geeft een overzicht van de wielerploeg Caisse d'Epargne in 2009.

## Algemeen
Sponsor: Caisse d'Epargne (bank)
Algemeen manager: José Miguel Echavarri
Ploegleiders: Alfonso Galilea Zurbano, José Luis Jaimerena, Eusebio Unzue Labiano, Yvon Ledanois, Neil Stephens,
Fietsmerk: Pinarello
Materiaal en banden: Campagnolo, Continental

## Renners
| Naam                       | Geboortedatum | Nationaliteit | Ploeg 2008 |
| -------------------------- | ------------- | ------------- | ---------- |
| Andrey Amador              | 29-08-1986    | Costa Rica    | neo        |
| David Arroyo               | 07-01-1980    | Spanje        |            |
| Anthony Charteau           | 04-06-1979    | Frankrijk     |            |
| Rui Alberto Costa Fario    | 05-10-1986    | Portugal      | SL Benfica |
| Arnaud Coyot               | 06-10-1981    | Frankrijk     |            |
| Mathieu Drujon             | 01-02-1983    | Frankrijk     |            |
| Imanol Erviti              | 15-11-1983    | Spanje        |            |
| José Vicente García Acosta | 04-08-1972    | Spanje        |            |
| José Iván Gutiérrez        | 27-11-1978    | Spanje        |            |
| Arnold Jeannesson          | 15-01-1986    | Frankrijk     | Auber 93   |
| Pablo Lastras García       | 20-01-1976    | Spanje        |            |
| David López García         | 13-05-1981    | Spanje        |            |
| Alberto Losada             | 28-02-1982    | Spanje        |            |
| Angel Madrazo              | 30-07-1988    | Spanje        | neo        |
| Daniel Moreno              | 05-09-1981    | Spanje        |            |
| Luis Pasamontes            | 02-10-1979    | Spanje        |            |
| Óscar Pereiro              | 03-08-1977    | Spanje        |            |
| Marlon Pérez               | 10-01-1976    | Colombia      |            |
| Francisco Pérez Sánchez    | 22-07-1978    | Spanje        |            |
| Mathieu Perget             | 18-09-1984    | Frankrijk     |            |
| Nicolas Portal             | 23-04-1979    | Frankrijk     |            |
| Joaquim Rodríguez          | 12-05-1979    | Spanje        |            |
| José Joaquín Rojas         | 08-06-1985    | Spanje        |            |
| Luis León Sánchez          | 24-11-1983    | Spanje        |            |
| Rigoberto Urán             | 26-01-1987    | Colombia      |            |
| Alejandro Valverde         | 25-04-1980    | Spanje        |            |
| Xabier Zandio              | 17-03-1977    | Spanje        |            |

## Belangrijke overwinningen
| Tour Down Under jongerenklassement: José Joaquín Rojas Ronde van de Middellandse Zee 2e etappe (ploegentijdrit) Eindklassement: Luis León Sánchez Ronde van de Haut-Var 1e etappe: Luis León Sánchez Tirreno-Adriatico 4e etappe: Joaquim Rodríguez Parijs-Nice 7e etappe: Luis León Sánchez Eindklassement: Luis León Sánchez | Ronde van Castilië en León 3e etappe: Alejandro Valverde 5e etappe: Alejandro Valverde Ronde van het Baskenland 1e etappe: Luis León Sánchez Klasika Primavera Alejandro Valverde Vierdaagse van Duinkerke Eindklassement: Rui Costa Ronde van Catalonië 3e etappe: Alejandro Valverde Eindklassement: Alejandro Valverde | Critérium du Dauphiné Libéré Eindklassement: Alejandro Valverde Ronde van Frankrijk 8e etappe: Luis León Sánchez Ronde van de Ain 2e etappe: José Joaquín Rojas Gil Ronde van de Limousin 3e etappe: David Arroyo Eindklassement: Mathieu Perget Ronde van Spanje Eindklassement: Alejandro Valverde |

Mannen: 2003 · 2004 · 2005 · 2006 · 2007 · 2008 · 2009 · 2010 · 2011 · 2012 · 2013 · 2014 · 2015 · 2016 · 2017 · 2018 · 2019 · 2020 · 2021 · 2022 · 2023 · 2024 · 2025
Vrouwen: 2018 · 2019 · 2020 · 2021 · 2022 · 2023 · 2024
AG2R-La Mondiale · Astana · Bbox-Bouygues Telecom/2009 · Caisse d'Epargne · Cofidis · Team Columbia · Team CSC Saxo Bank · Euskaltel-Euskadi · Française des Jeux · Fuji-Servetto · Garmin-Chipotle · Katjoesja · Lampre-NGC · Liquigas · Team Milram · Quick·Step · Rabobank · Silence-Lotto